# Дячкове
Дячкове́ —  село в Україні, у Диканській селищній громаді Полтавського району Полтавської області. Населення становить 216 осіб. До 2020 орган місцевого самоврядування — Дібрівська сільська рада.

## Географія
Село Дячкове знаходиться на лівому березі річки Середня Говтва, вище за течією на відстані 1 км розташоване село Діброва, нижче за течією на відстані 1 км розташоване село Міжгір'я. По селу протікає пересихаючий струмок з загатою. Поруч проходить автомобільна дорога Т 1721.

## Історія
12 червня 2020 року, відповідно до розпорядження Кабінету Міністрів України № 721-р «Про визначення адміністративних центрів та затвердження територій територіальних громад Полтавської області», село увійшло до складу Диканської селищної громади.
19 липня 2020 року, в результаті адміністративно - територіальної реформи та ліквідації Диканського району, село увійшло до складу новоутвореного Полтавського району.

## Відомі люди
- Борис Піаніда — український маляр.